# Flowers (singel Miley Cyrus)
Flowers – utwór muzyczny wykonywany przez amerykańską piosenkarkę popową Miley Cyrus, pochodzący z jej ósmego albumu studyjnego Endless Summer Vacation (2023). 12 stycznia 2023 został wydany przez wytwórnię Columbia Records jako pierwszy promujący go singel. Został napisany przez Cyrus we współpracy z Aldae i Michaelem Pollackiem, a jego producentami są Kid Harpoon i Tyler Johnson.
Singel odniósł sukces komercyjny na świecie. Według danych International Federation of the Phonographic Industry był najpopularniejszym utworem 2023 roku w skali globalnej. Dotarł do pierwszych miejsc list przebojów w ponad 35 państwach, między innymi w Stanach Zjednoczonych, Wielkiej Brytanii, Australii, Kanadzie i Polsce (OLiA i OLiS – single w streamie). Przez 13 tygodni zajmował szczytową pozycję globalnej listy Billboard Global 200 i był najpopularniejszym utworem w jej zestawieniu rocznym za 2023. W serwisie strumieniowym Spotify dwukrotnie pobił rekord największej liczby odsłuchań odnotowanych przez piosenkę w tygodniu kalendarzowym oraz był najczęściej odtwarzanym przez użytkowników utworem w 2023. W Stanach Zjednoczonych spędził 57 tygodni na szczycie notowania radiowego Adult Contemporary, co jest najwyższym wynikiem w historii wszystkich amerykańskich list typu airplay. Został certyfikowany diamentową, multiplatynową lub platynową płytą w kilkunastu państwach.
Został nagrodzony Grammy dla nagrania roku i najlepszego popowego występu solo, dodatkowo był nominowany w kategorii piosenka roku. Cyrus otrzymała dzięki niemu nagrodę Brit za zagraniczny hit roku i trzy Billboard Music Awards, a także cztery nominacje do MTV Video Music Awards i dwie do Europejskich Nagród Muzycznych MTV.

## Geneza, powstanie i wydanie
W 2021 Cyrus podpisała kontrakt muzyczny z wydawnictwem Columbia Records i rozpoczęła pracę nad ósmym albumem studyjnym. Utwór „Flowers” napisała wspólnie z Gregorym „Aldae” Heinem i Michaelem Pollackiem w styczniu 2022, w studiu nagraniowym Sunset Sound Recorders w Los Angeles. Pollack wspominał: „Zaczęliśmy od refrenu, a później (…) równocześnie zaczęły powstawać słowa, melodia i progresja. To piosenka ze schematu koła kwintowego, w którym melodia informuje o progresji i na odwrót. Praktycznie napisała się sama”. Początkowo utwór był balladą, a jego pierwsza wersja demo zawierała tylko śpiew Cyrus i pianino Rhodes, na którym grał Pollack. Producentami muzycznymi ostatecznej wersji są Kid Harpoon i Tyler Johnson. Jej nagranie odbyło się w studiu Ridgemont High w Los Angeles.
31 grudnia 2022 artystka ogłosiła podczas koncertu sylwestrowego w telewizji NBC, który prowadziła, że singel „Flowers” zostanie wydany 13 stycznia 2023. W kolejnych dniach w jej mediach społecznościowych zaczęły się pojawiać krótkie filmy zwiastujące piosenkę. Premiera singla odbyła się 13 stycznia 2023 o północy czasu UTC±00:00, co w niektórych strefach czasowych przypadało jeszcze na 12 stycznia. Wersja demo piosenki została wydana cyfrowo 3 marca 2023. Została ona także zamieszczona jako dodatkowy utwór na cyfrowej wersji albumu Endless Summer Vacation.

## Charakterystyka utworu

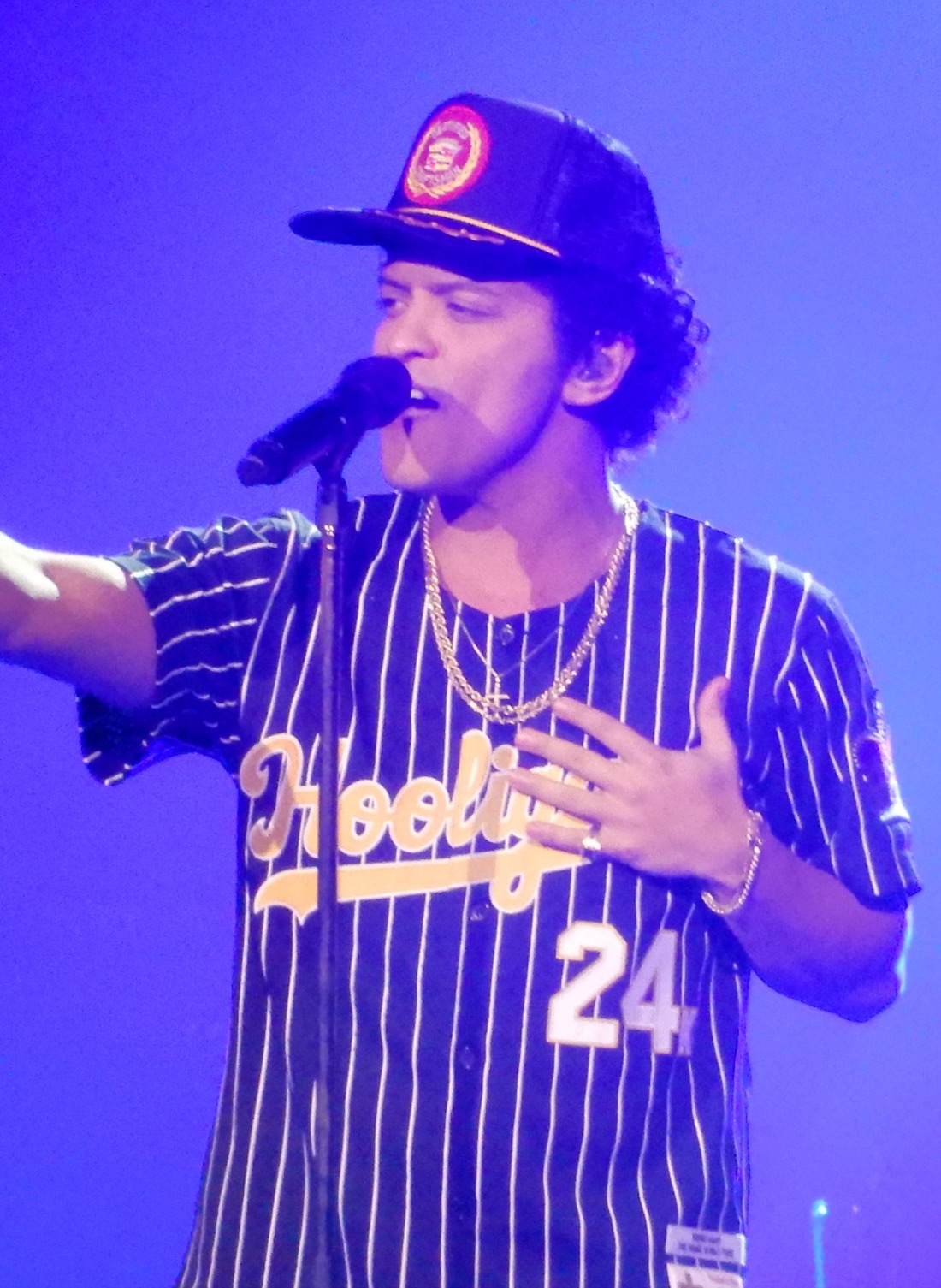
Amerykański piosenkarz Bruno Mars, którego utwór „When I Was Your Man” jest parafrazowany w refrenie „Flowers”

„Flowers” jest utworem popowym, nawiązującym do stylistyki disco i funk. Mary Siroky z portalu Consequence scharakteryzowała go jako wynik „adaptacji mglistego, spokojnego, kalifornijskiego klimatu” singla Cyrus „Malibu” (2017) do stylistyki dance-pop i zwróciła uwagę na podobieństwo brzmieniowe do „I Will Survive” (1978) Glorii Gaynor. Dale Maplethorpe z portalu Gigwise napisał o „funkowej linii basu i zabójczej perkusji” w refrenie. Gabrielle Sanchez z serwisu Yahoo! zwróciła uwagę, że „utwór prowadzi funkowa linia basu z usypiającą linią smyczkową i ożywiającymi talerzami perkusyjnymi”. Anna Gaca z portalu Pitchfork napisała, że Cyrus „robi coś w rodzaju twangowego disco funku, którego kwaśna sekcja smyczkowa nadaje nikły ślad flamenco”.
Tekst „Flowers” jest poświęcony szukaniu samowystarczalności po rozstaniu. Dale Maplethorpe z portalu Gigwise zinterpretował, że „tematem piosenki jest miłość do siebie samego i samoakceptacja”. Mary Siroky z portalu Consequence napisała: „Miley przyjmuje swoją historię jako własną, wkraczając w autonomię we w pełni świadomy sposób”. Gabrielle Sanchez z serwisu Yahoo! nazwała „Flowers” „odważnym utworem o afiszowaniu się swoją samodzielnością i niezależnością, nie poleganiem już na kimś innym, aby czuć się kompletnym”. Media interpretowały słowa jako nawiązanie do rozwodu Cyrus z aktorem Liamem Hemsworthem. W tekście wspomniane jest spłonięcie ich wspólnego domu podczas pożarów w Kalifornii w 2018. Jason Lipshutz z magazynu „Billboard” porównał „Flowers” do singla Cyrus „Slide Away” (2019), który również dotyczył rozstania z Hemsworthem, dodając, że artystka „zamienia jego melancholię w bardziej asertywny punkt widzenia”. Refren piosenki parafrazuje słowa utworu Bruno Marsa „When I Was Your Man” (2012), zmieniając perspektywę z mężczyzny mówiącego o ukochanej kobiecie na kobietę mówiącą o sobie samej.

## Odbiór krytyczny
Jason Lipshutz z magazynu „Billboard” nazwał „Flowers” „solidną, łatwą do nucenia piosenką pop, która urzeka bez udziwnień”. Lindsay Zoladz z „The New York Times” napisała, że „stosunkowo stonowana melodia refrenu być może nie wymaga od Cyrus wiele, ale jej wokal jest nasycony wyluzowaną dojrzałością i przekonującą pewnością siebie”. Mary Siroky z portalu Consequence napisała, że „chrapliwy wokal dodaje nuty temu dyskotekowemu hymnowi, który powoduje u nas ekscytację przed tym, co ma w zanadrzu Endless Summer Vacation”. Bria McNeal z magazynu „Esquire” pochwaliła wybrzmiewającą z utworu pewność siebie Cyrus.
Dale Maplethorpe z portalu Gigwise napisał, że „niesamowicie rozpoznawalny głos Miley brzmi fantastycznie”, a refren „nie pozwala usiedzieć w bezruchu”, jednak nazwał piosenkę powtarzalną i skrytykował brak punktu kulminacyjnego, do którego zdaje się zmierzać w trakcie. Anna Gaca z portalu Pitchfork nazwała singel nieprzekonującym i generycznym, dodając, że „mogłoby być znacznie ciekawiej, gdyby [Cyrus] nie brzmiała, jakby była szczerze niewzruszona”.

### Pozycje na listach krytyków
| Autor                          | Notowanie                              | Pozycja | Źr.    |
| ------------------------------ | -------------------------------------- | ------- | ------ |
| BBC                            | Najlepsze utwory 2023                  | 8       | [ 21 ] |
| „Billboard”                    | Najlepsze utwory 2023                  | 4       | [ 22 ] |
| „Billboard”                    | Najlepsze utwory pierwszej połowy 2023 | 1       | [ 23 ] |
| „Entertainment Weekly”         | 10 najlepszych utworów 2023            | 5       | [ 24 ] |
| „The Guardian”                 | 20 najlepszych utworów 2023            | 17      | [ 25 ] |
| „New York Post”                | 10 najlepszych utworów 2023            | 2       | [ 26 ] |
| PopBuzz                        | Najlepsze utwory 2023                  | 6       | [ 27 ] |
| „Rolling Stone”                | 100 najlepszych utworów 2023           | 12      | [ 28 ] |
| „Rolling Stone”                | Najlepsze utwory pierwszej połowy 2023 | 4       | [ 29 ] |
| „The South China Morning Post” | Najlepsze utwory 2023                  | 5       | [ 30 ] |

## Odbiór komercyjny
„Flowers” ustanowił kilka rekordów popularności w serwisie strumieniowym Spotify. W tygodniu kalendarzowym od 13 do 20 stycznia 2023, czyli przez swoje pierwsze siedem pełnych dni, został odsłuchany przez użytkowników Spotify 96 032 624 razy, co było najwyższym w historii serwisu wynikiem osiągniętym przez piosenkę w przeciągu tygodnia (wcześniej rekord należał do „Easy on Me” Adele dzięki około 85 milionom odtworzeń). Przez kolejne siedem dni, od 21 do 26 stycznia 2023, singel został odsłuchany przez użytkowników Spotify 115 156 896 razy, pobijając ten sam rekord po raz drugi. Próg 100 milionów odtworzeń w serwisie przekroczył w siódmej dobie, najszybciej w historii serwisu – wcześniej rekord należał do „Butter” zespołu BTS dzięki ośmiu dobom. Jana Coffey, prezes działu Spotify do spraw współpracy z artystami i wytwórniami, zwróciła uwagę, że wyniki „Flowers” w serwisie rosły z dnia na dzień, podczas gdy popularność większości bijących podobne rekordy utworów jest najwyższa w pierwszym dniu i maleje w kolejnych. 4 maja 2023, po 112 dniach od premiery, „Flowers” pobił rekord najszybszego osiągnięcia progu miliarda odtworzeń w Spotify, wcześniej należący za sprawą 118 dni do „As It Was” Harry’ego Stylesa oraz „Stay” The Kid Laroi i Justina Biebiera.
„Flowers” zadebiutował na pierwszych miejscach list Billboard Global 200 i Billboard Global Excl. USA magazynu „Billboard”, obejmujących kolejno cały świat i świat poza Stanami Zjednoczonymi. Na obu notowaniach jest pierwszym numerem jeden Cyrus od czasu ich uruchomienia we wrześniu 2020. Na szczycie tych list spędził łącznie po 13 tygodni. Na Global 200 był to drugi najwyższy wynik w historii, zaraz za „As It Was” Harry’ego Stylesa (15 tygodni), na równi z „All I Want for Christmas Is You” Mariah Carey, zaś na Global Excl. US najwyższy, na równi z „As It Was”. W pierwszych trzech tygodniach singel zgromadził wyniki kolejno 179,1, 217,1 i 185,6 miliona odtworzeń w serwisach strumieniowych na świecie, co dało mu kolejno 5., 2. i 4. miejsce w rankingu najwyższych wyników tygodniowych zanotowanych w historii Billboard Global 200. Ponadto jest drugim utworem w historii listy, który przez 8 tygodni odnotował po co najmniej 100 milionów odtworzeń w serwisach strumieniowych. W notowaniu Global 200 datowanym na 8 lipca 2023 powrócił na pierwsze miejsce po 10 tygodniach przerwy, co jest najdłuższym odstępem w historii listy, nie licząc bożonarodzeniowego „All I Want for Christmas Is You”. Zajął pierwsze miejsca na listach Global 200 i Global Excl. US podsumowujących cały rok 2023.
„Flowers” dotarł do pierwszych miejsc krajowych notowań w ponad 35 państwach na świecie. Według danych spółki Luminate, do końca marca 2023 odnotował 1,16 miliarda odsłuchań w serwisach strumieniowych, co było najwyższym wynikiem spośród wszystkich utworów na świecie w pierwszym kwartale 2023. Zajął pierwsze miejsca w zestawieniach piosenek najczęściej odtwarzanych w 2023 roku przez użytkowników serwisów Spotify i Deezer oraz drugie miejsce na analogicznej liście Apple Music (zaraz za „Last Night” Morgana Wallena).
Według danych International Federation of the Phonographic Industry (IFPI) do końca 2023 „Flowers” odnotował na świecie 2,7 miliarda ekwiwalentów odsłuchań, co czyni go najpopularniejszą piosenką roku w skali globalnej. Cyrus otrzymała nagrodę IFPI dla singla roku i po raz pierwszy w karierze trafiła do pierwszej dziesiątki najpopularniejszych singli roku kalendarzowego według IFPI.
„Flowers” zajął kolejno 16. i 10. miejsce w podsumowaniu Global 200 i Global Excl. US za rok 2024.

### Stany Zjednoczone
12 stycznia 2023, przez pięć godzin od premiery, „Flowers” osiągnął w Stanach Zjednoczonych wynik 685 tysięcy odtworzeń w serwisach strumieniowych, 2,4 miliona słuchaczy w stacjach radiowych i 2 tysięcy sprzedanych egzemplarzy cyfrowych (digital download). Dzięki ostatniemu z tych składników zadebiutował na 21. miejscu listy Digital Song Sales „Billboardu”. Po swoim pierwszym pełnym tygodniu (13–19 stycznia 2023) jako 65. utwór w historii zadebiutował na pierwszym miejscu listy Hot 100, stając się drugim numerem jeden Cyrus w Stanach Zjednoczonych (po „Wrecking Ball” z 2013) i jej jedenastą piosenką w pierwszej dziesiątce notowania. Na wynik ten złożyło się 52,6 miliona odtworzeń w serwisach strumieniowych, 33,5 miliona słuchaczy w radiu i 70 tysięcy sprzedanych egzemplarzy cyfrowych, dzięki czemu piosenka zadebiutowała na pierwszym miejscu listy Streaming Songs, awansowała na pierwsze miejsce Digital Song Sales i zadebiutowała na 18. pozycji Radio Songs. W tym samym tygodniu Cyrus zajęła 3. miejsce listy „Billboardu” Artist 100 zestawiającej najpopularniejszych wykonawców na terenie Stanów Zjednoczonych, swoje najwyższe w historii notowania, a słuchalność jej wcześniejszego dorobku muzycznego w serwisach strumieniowych na terenie Stanów wzrosła o 65%.
„Flowers” zajmował w Stanach pierwsze miejsce Hot 100 przez 8 tygodni. W drugim tygodniu odnotował 59,8 miliona odtworzeń w serwisach strumieniowych na terenie Stanów, co było najwyższym tygodniowym wynikiem od czasu „Way 2 Sexy” Drake’a we wrześniu 2021. „Flowers” jest także pierwszą piosenką od czasu „Drivers License” Olivii Rodrigo w styczniu 2021 z co najmniej 50 milionami odtworzeń przez dwa tygodnie z rzędu, pierwszą piosenką od czasu „Good 4 U” Olivii Rodrigo w czerwcu 2021 z co najmniej 40 milionami odtworzeń przez 3 tygodnie z rzędu oraz pierwszą piosenką od czasu „My Universe” zespołów Coldplay i BTS w październiku 2021 z co najmniej 30 tysiącami sprzedanych egzemplarzy cyfrowych przez 3 tygodnie z rzędu. Łącznie singel spędził 4 pierwsze tygodnie na szczycie notowania Streaming Songs i 5 tygodni na szczycie Digital Song Sales.
Po miesiącu od premiery „Flowers” przekroczył w Stanach Zjednoczonych progi 182 milionów odsłuchań w serwisach strumieniowych i 233 milionów słuchaczy w radiu, co spośród wszystkich utworów Cyrus było 13. najwyższym wynikiem w zakresie serwisów strumieniowych i 11. w zakresie radia. W piątym tygodniu od premiery dotarł do pierwszych miejsc notowań Radio Songs i Pop Airplay. Na Radio Songs jest pierwszym numerem jeden w karierze Cyrus i czwartym utworem od grudnia 1998 (gdy notowanie zaczęło obejmować wszystkie gatunki muzyczne, a nie tylko pop jak dotychczas), który objął czołową pozycję najpóźniej w piątym tygodniu. Na Pop Airplay jest 13. piosenką w historii, która awansowała na jej szczyt w co najwyżej 5 tygodni. W szóstym tygodniu od premiery „Flowers” stał się pierwszym numerem jeden Cyrus na liście Adult Pop Airplay. Na szczycie notowania Radio Songs spędził łącznie 18 tygodni z rzędu, co jest na równi z „Iris” Goo Goo Dolls drugim najwyższym wynikiem w jego historii, zaraz za „Blinding Lights” The Weeknd (26 tygodni).
W tygodniu kończącym się 15 kwietnia 2023 jako drugi utwór w karierze Cyrus dotarł do pierwszego miejsca notowania Adult Contemporary i jako siódmy w historii zajmował równocześnie szczytowe pozycje list Pop Airplay, Adult Pop Airplay i Adult Contemporary. Stał się trzecią piosenką w historii, która okupowała równocześnie szczytowe miejsca tych trzech notowań przez co najmniej cztery tygodnie. W tygodniu kończącym się 18 czerwca 2023 „Flowers” stał się drugim po „As It Was” Harry’ego Stylesa utworem w historii, który okupował pierwszą trójkę listy Hot 100 przez pierwsze 20 tygodni od premiery. Spędził łącznie kolejno 57 i 17 tygodni na szczytach list Adult Contemporary i Adult Pop Airplay. Na pierwszej z nich był to najwyższy wynik w ponad 60-letniej historii notowania (wcześniej rekord należał do „Girls Like You” Maroon 5 za sprawą 36 tygodni), zaś na drugiej najwyższy spośród utworów wykonywanych przez kobiety.
Do 29 czerwca 2023 „Flowers” odnotował w Stanach Zjednoczonych 750,7 miliona odtworzeń w serwisach strumieniowych, 380 tysięcy sprzedanych egzemplarzy i 2,409 miliarda odsłuchań radiowych, co czyni go najczęściej odtwarzaną, najlepiej sprzedającą się i najczęściej słuchaną w radiu piosenką pierwszej połowy 2023 roku. Zajął drugie miejsce na liście Hot 100 podsumowującej cały rok 2023, zaraz za „Last Night” Morgana Wallena, oraz pierwsze miejsce na analogicznym zestawieniu dla Radio Songs. Ponadto był drugim najczęściej odtwarzanym utworem przez amerykańskich użytkowników serwisu Spotify w 2023, również zaraz za „Last Night”. Do marca 2024 spędził łącznie 88 tygodni na pierwszych miejscach amerykańskich list airplay, pobijając tym samym rekord, należący wcześniej do „Blinding Lights” The Weeknd. W czerwcu 2024 rozszerzył ten wynik do 100. W lipcu 2024 zajął po raz 56. pierwsze miejsce Adult Contemporary, pobijając rekord najdłuższego okupowania czołowej pozycji jakiejkolwiek listy „Billboardu” typu airplay. Był także najpopularniejszą piosenką w skali całego 2024 na Adult Contemporary.
27 marca 2025 stowarzyszenie Recording Industry Association of America certyfikowało go siedmiokrotną platyną za sprzedaż 7 milionów egzemplarzy w Stanach Zjednoczoncych.

### Europa
„Flowers” dotarł do pierwszych miejsc krajowych list przebojów w większości państw Europy. W Wielkiej Brytanii zadebiutował na pierwszym miejscu listy UK Singles Chart dzięki 92 tysiącom ekwiwalentów sprzedanych egzemplarzy (częściowo za sprawą 9,9 milionom odsłuchań w serwisach strumieniowych), co stanowiło najwyższy debiut w kraju od czasu „As It Was” Harry’ego Stylesa w kwietniu 2022. Szczyt listy okupował przez 10 tygodni z rzędu. Jest trzecim singlowym numerem jeden Cyrus w Wielkiej Brytanii (dwoma poprzednimi były „We Can’t Stop” i „Wrecking Ball” w 2013), z czego pierwszym, który przebywał na szczycie listy przez dłużej niż tydzień. Do końca 2023 odnotował w Wielkiej Brytanii 198 milionów odtworzeń w serwisach strumieniowych i 91 tysięcy sprzedanych egzemplarzy cyfrowych, co czyni go najczęściej odtwarzaną i najczęściej kupowaną piosenką roku. 15 marca 2024 stowarzyszenie British Phonographic Industry certyfikowało go potrójnie platynową płytą za sprzedaż 1,8 miliona egzemplarzy.
W Niemczech zadebiutował na drugim miejscu listy Singlecharts, a w drugim tygodniu jako pierwszy singel Cyrus w kraju objął pozycję pierwszą. Był drugim najpopularniejszym utworem roku w Niemczech, w tym pierwszym spośród artystów zagranicznych. Również we Francji zadebiutował na drugim miejscu listy Top Singles, a w drugim tygodniu awansował na miejsce pierwsze, stając się tam pierwszym singlowym numerem jeden Cyrus w karierze. W 2023 był utworem najczęściej słuchanym w serwisach strumieniowych na terenie Francji.
W Polsce „Flowers” spędził pierwsze 9 tygodni na szczytach list OLiS – single w streamie i Poland Songs „Billboardu”. W notowaniu airplay OLiA zadebiutował na 35. miejscu, a w czwartym tygodniu awansował na miejsce pierwsze, gdzie spędził łącznie 7 tygodni. 2 sierpnia 2023 Związek Producentów Audio-Video certyfikował go diamentową płytą. W pierwszej połowie 2023 był w Polsce najczęściej odtwarzaną w serwisach strumieniowych i najczęściej słuchaną w radiostacjach piosenką. W skali całego 2023 był najczęściej słuchanym w radiostacjach i drugim najczęściej odtwarzanym w serwisach strumieniowych utworem, zaraz za „Taxi” Kizo i Bletki. Ponadto był trzecim najpopularniejszym utworem 2023 pośród polskich użytkowników serwisu Spotify, w tym pierwszym spośród artystów zagranicznych.

### Reszta świata
Poza Europą „Flowers” dotarł do pierwszych miejsc w Australii, Ekwadorze, Filipinach, Izraelu, Kanadzie, Nowej Zelandii, Paragwaju, Południowej Afryce, Singapurze i Wietnamie. Zajął także pierwsze miejsce notowania The Official MENA Chart, przedstawiającego popularność w mediach strumieniowych w krajach Bliskiego Wschodu i Afryki Północnej. Ponadto dotarł do pierwszej pozycji Top Radio Hits Global – listy airplay krajów Wspólnoty Niepodległych Państw.
W Australii został przez pierwszy tydzień od premiery odsłuchany ponad 5 milionów razy w serwisach strumieniowych, co stanowiło najlepszy debiut w historii państwa. Piosenka spędziła 12 pierwszych tygodni na szczycie krajowej listy Top 50 Singles. Jest ona pierwszym utworem Cyrus, który dotarł na jej szczyt, i jedenastym w historii, który zajmował pierwsze miejsce przez co najmniej 12 tygodni. Stowarzyszenie Australian Recording Industry Association certyfikowało ją dziesięciokrotnie platynową płytą za sprzedaż 700 tysięcy egzemplarzy. Ponadto zajęła pierwsze miejsce notowania podsumowującego cały rok 2023.
W Kanadzie „Flowers” spędził pierwsze 15 tygodni na szczycie listy Canadian Hot 100 „Billboardu”, stając się drugim singlowym numerem jeden Cyrus po „Wrecking Ball” (2013). Zajął pierwsze miejsce listy Canadian Hot 100 podsumowującej cały rok 2023. 23 kwietnia 2024 został przez Music Canada certyfikowany diamentową płytą.

## Pozew
16 września 2024 Miley Cyrus, Gregory „Aldae” Hein, Michael Pollack, Sony Music Publishing i wybrani dystrybutorzy zostali pozwani przez firmę publishingową Tempo Music Investments za nieautoryzowane wykorzystanie elementów utworu Bruno Marsa „When I Was Your Man” (2012) we „Flowers”. Przedsiębiorstwo posiadało udziały w zyskach z piosenki poprzez jednego z jej autorów, Philipa Lawrence’a. 20 listopada 2024 prawnicy Cyrus wnieśli o oddalenie pozwu, argumentując, że kompozytorzy i autorzy piosenki nie zdecydowali się na udział, a Tempo Music Investments nie może występować jako jedyny powód w sprawie naruszenia prawa autorskiego.

## Teledysk
12 stycznia 2023 równocześnie z utworem „Flowers” został wydany towarzyszący mu teledysk, wyreżyserowany przez Jacoba Bixenmana. Wideoklip rozpoczyna się od ujęć, w których Cyrus, ubrana w złotą suknię z kolekcji Yves’a Saint Laurenta z sezonu 1991/1992, chodzi po ulicach Los Angeles. W późniejszych scenach spędza samotnie czas w willi, tańcząc, ćwicząc i pływając w basenie. W marcu 2025 teledysk przekroczył próg miliarda wyświetleń w serwisie YouTube.

## Wykonania na żywo
Cyrus wykonała „Flowers” w specjalnym programie telewizyjnym Miley Cyrus – Endless Summer Vacation (Backyard Sessions), udostępnionym 10 marca 2023 w serwisie strumieniowym Disney+. Pierwszy występ na żywo z piosenką dała 21 listopada 2023 podczas prywatnego przyjęcia w hotelu Chateau Marmont w Los Angeles. Nagranie wykonania zostało zamieszczone w jej kanale w serwisie YouTube. Artystka po raz pierwszy wykonała utwór publicznie podczas 66. ceremonii wręczenia nagród Grammy, która odbyła się 4 lutego 2024 w Crypto.com Arenie w Los Angeles. 12 czerwca 2024 ukazał się odcinek talk-show Davida Lettermana Mojego następnego gościa nie trzeba nikomu przedstawiać, w którym znalazł się jej występ z „Flowers”. 18 lipca 2024 zaśpiewała piosenkę podczas imprezy zorganizowanej przez dom mody Gucci w Chateau Marmont w Los Angeles z okazji premiery sygnowanego jej twarzą zapachu Gucci Flora Gorgeous Orchid Eau de Parfum. 14 lutego 2025 wykonała ją podczas koncertu SNL50: The Homecoming Concert, który odbył się w Radio City Music Hall w Nowym Jorku z okazji 50-lecia programu telewizyjnego Saturday Night Live.

## Nagrody i nominacje
Za sprawą „Flowers” Cyrus otrzymała podczas 66. ceremonii wręczenia nagród Grammy swoje dwie pierwsze nagrody Grammy w karierze, w kategoriach nagranie roku i najlepszy popowy występ solo. Ponadto otrzymała dzięki piosence między innymi nagrodę Brit, trzy Billboard Music Awards i dwie NRJ Music Awards, a także cztery nominacje do MTV Video Music Awards i dwie do Europejskich Nagród Muzycznych MTV.
| Plebiscyt                              | Data                  | Kategoria                                       | Rezultat  | Źr.             |
| -------------------------------------- | --------------------- | ----------------------------------------------- | --------- | --------------- |
| MTV MIAW Awards                        | 6 sierpnia 2023(dts)  | Galaktyczny przebój roku                        | Nominacja | [ 167 ]         |
| Nickelodeon Mexico Kids' Choice Awards | 27 sierpnia 2023(dts) | Globalny przebój roku                           | Nominacja | [ 168 ]         |
| MTV Video Music Awards                 | 12 września 2023      | Teledysk roku                                   | Nominacja | [ 165 ]         |
| MTV Video Music Awards                 | 12 września 2023      | Piosenka roku                                   | Nominacja | [ 165 ]         |
| MTV Video Music Awards                 | 12 września 2023      | Najlepszy teledysk popowy                       | Nominacja | [ 165 ]         |
| MTV Video Music Awards                 | 12 września 2023      | Najlepsze zdjęcia                               | Nominacja | [ 165 ]         |
| Europejskie Nagrody Muzyczne MTV       | 5 listopada 2023      | Najlepsza piosenka                              | Nominacja | [ 166 ]         |
| Europejskie Nagrody Muzyczne MTV       | 5 listopada 2023      | Najlepszy teledysk                              | Nominacja | [ 166 ]         |
| Los 40 Music Awards                    | 3 listopada 2023      | Najlepsza piosenka międzynarodowa               | Nominacja | [ 169 ]         |
| NRJ Music Awards                       | 10 listopada 2023     | Piosenka zagraniczna roku                       | Wygrana   | [ 164 ]         |
| NRJ Music Awards                       | 10 listopada 2023     | Teledysk zagraniczny roku                       | Wygrana   | [ 164 ]         |
| Danish Music Awards                    | 16 listopada 2023     | Międzynarodowy przebój roku                     | Wygrana   | [ 170 ]         |
| Billboard Music Awards                 | 19 listopada 2023     | Najlepsza piosenka na Hot 100                   | Nominacja | [ 163 ]         |
| Billboard Music Awards                 | 19 listopada 2023     | Najlepsza piosenka w serwisach strumieniowych   | Nominacja | [ 163 ]         |
| Billboard Music Awards                 | 19 listopada 2023     | Najlepsza piosenka w radiu                      | Wygrana   | [ 163 ]         |
| Billboard Music Awards                 | 19 listopada 2023     | Najlepsza piosenka w sprzedaży                  | Nominacja | [ 163 ]         |
| Billboard Music Awards                 | 19 listopada 2023     | Najlepsza piosenka na Billboard Global 200      | Wygrana   | [ 163 ]         |
| Billboard Music Awards                 | 19 listopada 2023     | Najlepsza piosenka na Billboard Global Excl. US | Wygrana   | [ 163 ]         |
| Premios Musa                           | 7 grudnia 2023        | Zagraniczna anglojęzyczna piosenka roku         | Wygrana   | [ 171 ]         |
| RTHK International Pop Poll Awards     | 23 grudnia 2023       | 10 zagranicznych złotych piosenek               | Wygrana   | [ 172 ]         |
| Grammy                                 | 4 lutego 2024         | Nagranie roku                                   | Wygrana   | [ 174 ] [ 173 ] |
| Grammy                                 | 4 lutego 2024         | Piosenka roku                                   | Nominacja | [ 174 ] [ 173 ] |
| Grammy                                 | 4 lutego 2024         | Najlepszy popowy występ solo                    | Wygrana   | [ 174 ] [ 173 ] |
| People’s Choice Awards                 | 18 lutego 2024        | Piosenka roku                                   | Nominacja | [ 175 ]         |
| IFPI Awards                            | 26 lutego 2024        | Globalny singel 2024                            | Wygrana   | [ 49 ]          |
| Gaffa-Prisen (Dania)                   | 29 lutego 2024        | Zagraniczny przebój roku                        | Wygrana   | [ 176 ]         |
| Brit Awards                            | 2 marca 2024          | Zagraniczna piosenka roku                       | Wygrana   | [ 162 ]         |
| Japan Gold Disc Awards                 | 13 marca 2024         | Piosenka roku w streamingu (zachodnia)          | Wygrana   | [ 177 ]         |
| Global Awards                          | 22 marca 2024         | Najlepsza piosenka                              | Nominacja | [ 178 ]         |
| Gaffa-Prisen (Szwecja)                 | 28 marca 2024         | Zagraniczna piosenka roku                       | Nominacja | [ 179 ]         |
| iHeartRadio Music Awards               | 1 kwietnia 2024       | Piosenka roku                                   | Nominacja | [ 180 ]         |
| iHeartRadio Music Awards               | 1 kwietnia 2024       | Popowa piosenka roku                            | Wygrana   | [ 180 ]         |
| iHeartRadio Music Awards               | 1 kwietnia 2024       | Najlepszy teledysk                              | Nominacja | [ 180 ]         |
| iHeartRadio Music Awards               | 1 kwietnia 2024       | Najlepszy tekst                                 | Nominacja | [ 180 ]         |
| Swiss Music Awards (Szwajcaria)        | 8 maja 2024           | Najlepszy przebój zagraniczny                   | Wygrana   | [ 181 ]         |
| BMI Pop Awards                         | 5 czerwca 2024        | Piosenka roku                                   | Wygrana   | [ 182 ]         |
| BMI Pop Awards                         | 5 czerwca 2024        | Najczęściej odtwarzane piosenki roku            | Wygrana   | [ 182 ]         |
| Nickelodeon Kids’ Choice Awards        | 13 lipca 2024         | Ulubiona piosenka                               | Nominacja | [ 183 ]         |

## Personel
Na podstawie danych w serwisie Tidal, portalu Pitchfork i na albumie Endless Summer Vacation.
Studia
- Nagranie: Ridgemont High, Los Angeles.
- miksowanie: Windmill Lane Studios, Dublin.
- mastering: Sterling Sound, Edgewater.

Twórcy
- Miley Cyrus – śpiew, autorstwo, produkcja wykonawcza, perkusja głosowa
- Kid Harpoon – produkcja muzyczna, gitara basowa, perkusja, gitara, syntezator
- Gregory „Aldae” Hein – autorstwo
- Tyler Johnson – perkusja, gitara, organy Wurlitzera, syntezator
- Joe LaPorta – inżynieria masteringu
- Rob Moose – aranżacja instrumentów strunowych, skrzypce, altówka
- Michael Pollack – autorstwo, pianino Rhodes
- Brian Rajaratnam – inżynieria
- Doug Showalter – instrumenty klawiszowe
- Mark „Spike” Stent – inżynieria miksowania
- Matt Wolach – asysta inżynierii

## Pozycje na listach przebojów
| Terytorium                      | Notowanie                 | Najwyższa pozycja | Źr.     |
| ------------------------------- | ------------------------- | ----------------- | ------- |
| Świat                           | Billboard Global 200      | 1                 | [ 186 ] |
| Świat bez Stanów Zjednoczonych  | Billboard Global Excl. US | 1                 | [ 187 ] |
| Bliski Wschód i Afryka Północna | The Official MENA Chart   | 1                 | [ 138 ] |
| Wspólnota Niepodległych Państw  | Top Radio Hits Global     | 1                 | [ 139 ] |

| Państwo                      | Notowanie                             | Najwyższa pozycja | Źr.     |
| ---------------------------- | ------------------------------------- | ----------------- | ------- |
| Argentyna                    | Billboard Argentina Hot 100           | 3                 | [ 188 ] |
| Australia                    | Top 50 Singles                        | 1                 | [ 128 ] |
| Austria                      | Ö3 Austria Top 40                     | 1                 | [ 78 ]  |
| Belgia (Flandria)            | Ultratop Singles Top 50               | 1                 | [ 79 ]  |
| Belgia (Walonia)             | Ultratop Singles Top 50               | 1                 | [ 80 ]  |
| Boliwia                      | Billboard Bolivia Songs               | 1                 | [ 189 ] |
| Bułgaria                     | Световният ТОП 10                     | 1                 | [ 81 ]  |
| Brazylia                     | Billboard Brazil Songs                | 4                 | [ 190 ] |
| Brazylia                     | Top 100 Brasil                        | 39                | [ 191 ] |
| Brazylia                     | Top 10 Pop Internacional              | 1                 | [ 192 ] |
| Chile                        | Billboard Chile Songs                 | 5                 | [ 193 ] |
| Chorwacja                    | Airplay Radio Chart                   | 1                 | [ 82 ]  |
| Chorwacja                    | Billboard Croatia Songs               | 1                 | [ 83 ]  |
| Czechy                       | Singles Digitál – Top 100             | 1                 | [ 84 ]  |
| Czechy                       | Rádio – Top 100                       | 1                 | [ 194 ] |
| Dania                        | Hitlisten                             | 1                 | [ 85 ]  |
| Ekwador                      | Top Ecuador                           | 1                 | [ 129 ] |
| Ekwador                      | Billboard Ecuador Songs               | 3                 | [ 195 ] |
| Filipiny                     | Billboard Philippines Songs           | 1                 | [ 130 ] |
| Finlandia                    | Suomen virallinen lista – Singlet     | 1                 | [ 86 ]  |
| Francja                      | Top Singles                           | 1                 | [ 87 ]  |
| Grecja                       | Digital Singles Chart (International) | 1                 | [ 88 ]  |
| Gwatemala                    | Top 20 Monitor Latino                 | 12                | [ 196 ] |
| Hiszpania                    | Top 100 Canciones                     | 2                 | [ 197 ] |
| Holandia                     | Nederlandse Top 40                    | 1                 | [ 89 ]  |
| Holandia                     | Single Top 100                        | 1                 | [ 90 ]  |
| Honduras                     | Top 20 Monitor Latino                 | 3                 | [ 198 ] |
| Hongkong                     | Billboard Hong Kong Songs             | 16                | [ 199 ] |
| Indie                        | IMI International Top 20 Singles      | 4                 | [ 200 ] |
| Indonezja                    | Billboard Indonesia Songs             | 8                 | [ 201 ] |
| Irlandia                     | Top 100 Singles                       | 1                 | [ 91 ]  |
| Islandia                     | Plötutíðindi Streymi                  | 1                 | [ 92 ]  |
| Izrael                       | Media Forest                          | 1                 | [ 131 ] |
| Japonia                      | Billboard Hot Overseas                | 1                 | [ 202 ] |
| Kanada                       | Billboard Canadian Hot 100            | 1                 | [ 132 ] |
| Kanada                       | Billboard Canadian Digital Song Sales | 1                 | [ 203 ] |
| Kanada                       | Billboard Canada All-Format Airplay   | 1                 | [ 204 ] |
| Kanada                       | Billboard Canada CHR/Top 40           | 1                 | [ 205 ] |
| Kanada                       | Billboard Canada AC                   | 1                 | [ 206 ] |
| Kanada                       | Billboard Canada Hot AC               | 1                 | [ 207 ] |
| Kolumbia                     | Billboard Colombia Songs              | 4                 | [ 208 ] |
| Korea Południowa             | Digital Chart                         | 117               | [ 209 ] |
| Kostaryka                    | Streaming Costa Rica                  | 2                 | [ 210 ] |
| Liban                        | The Official Lebanese Top 20          | 2                 | [ 211 ] |
| Litwa                        | Singlų Top 100                        | 1                 | [ 93 ]  |
| Litwa                        | Singlų Top 100                        | 1                 | [ 93 ]  |
| Luksemburg                   | Billboard Luxembourg Songs            | 1                 | [ 94 ]  |
| Łotwa                        | European Hit Radio Top 40             | 1                 | [ 95 ]  |
| Malezja                      | Top 10 Most Streamed International    | 2                 | [ 212 ] |
| Malezja                      | Billboard Malaysia Songs              | 2                 | [ 213 ] |
| Meksyk                       | Billboard Mexico Songs                | 2                 | [ 214 ] |
| Niemcy                       | Singlecharts                          | 1                 | [ 96 ]  |
| Nigeria                      | TurnTable Top 50                      | 23                | [ 215 ] |
| Nikaragua                    | Top 20 Monitor Latino                 | 8                 | [ 216 ] |
| Norwegia                     | VG-lista Singel                       | 1                 | [ 97 ]  |
| Nowa Zelandia                | Top 40 Singles                        | 1                 | [ 133 ] |
| Panama                       | Top 20 Monitor Latino                 | 2                 | [ 217 ] |
| Paragwaj                     | Top 20 Monitor Latino                 | 1                 | [ 134 ] |
| Peru                         | Billboard Peru Songs                  | 2                 | [ 218 ] |
| Polska                       | OLiS – single w streamie              | 1                 | [ 98 ]  |
| Polska                       | OLiA – oficjalna lista airplay        | 1                 | [ 219 ] |
| Polska                       | Billboard Poland Songs                | 1                 | [ 220 ] |
| Południowa Afryka            | Billboard South Africa Songs          | 1                 | [ 135 ] |
| Portoryko                    | Top 20 Monitor Latino                 | 10                | [ 221 ] |
| Portugalia                   | Top 200 Singles                       | 1                 | [ 99 ]  |
| Rosja                        | Top Radio Hits Russia                 | 1                 | [ 100 ] |
| Rumunia                      | Songs – Radio                         | 1                 | [ 101 ] |
| Rumunia                      | Songs – TV                            | 1                 | [ 222 ] |
| Rumunia                      | Top 10 BMAT                           | 1                 | [ 223 ] |
| Rumunia                      | Billboard Romania Songs               | 1                 | [ 224 ] |
| Salwador                     | Top 20 Monitor Latino                 | 2                 | [ 225 ] |
| Serbia                       | Top 20 Monitor Latino                 | 1                 | [ 102 ] |
| Singapur                     | Top Streaming Chart                   | 1                 | [ 136 ] |
| Słowacja                     | Singles Digitál – Top 100             | 1                 | [ 103 ] |
| Słowacja                     | Rádio – Top 100                       | 1                 | [ 226 ] |
| Stany Zjednoczone            | Billboard Hot 100                     | 1                 | [ 227 ] |
| Stany Zjednoczone            | Billboard Streaming Songs             | 1                 | [ 228 ] |
| Stany Zjednoczone            | Billboard Digital Songs Sales         | 1                 | [ 229 ] |
| Stany Zjednoczone            | Billboard Radio Songs                 | 1                 | [ 230 ] |
| Stany Zjednoczone            | Billboard Pop Airplay                 | 1                 | [ 231 ] |
| Stany Zjednoczone            | Billboard Adult Contemporary          | 1                 | [ 63 ]  |
| Stany Zjednoczone            | Billboard Adult Pop Airplay           | 1                 | [ 67 ]  |
| Stany Zjednoczone            | Billboard Rhytmic Airplay             | 14                | [ 232 ] |
| Stany Zjednoczone            | Billboard Dance/Mix Show Airplay      | 1                 | [ 233 ] |
| Surinam                      | Nationale Top 40 Suriname             | 2                 | [ 234 ] |
| Szwajcaria                   | Singles Top 100                       | 1                 | [ 104 ] |
| Szwecja                      | Veckolista Singlar                    | 1                 | [ 105 ] |
| Tajwan                       | Billboard Taiwan Songs                | 9                 | [ 235 ] |
| Ukraina                      | Top Radio Hits Ukraine                | 1                 | [ 106 ] |
| Urugwaj                      | Top 20 Monitor Latino                 | 6                 | [ 236 ] |
| Węgry                        | Single Top 40 slágerlista             | 1                 | [ 107 ] |
| Węgry                        | Rádiós Top 40 slágerlista             | 1                 | [ 237 ] |
| Węgry                        | Stream Top 40 slágerlista             | 1                 | [ 238 ] |
| Wielka Brytania              | UK Singles Chart                      | 1                 | [ 108 ] |
| Wielka Brytania              | Official Singles Downloads            | 1                 | [ 239 ] |
| Wenezuela                    | Record Report Top 100                 | 25                | [ 240 ] |
| Wietnam                      | Billboard Vietnam Hot 100             | 1                 | [ 137 ] |
| Włochy                       | Top Singoli                           | 3                 | [ 241 ] |
| Zjednoczone Emiraty Arabskie | The Official MENA Chart               | 15                | [ 242 ] |

| Terytorium                     | Notowanie                    | Najwyższa pozycja | Źr.     |
| ------------------------------ | ---------------------------- | ----------------- | ------- |
| Brazylia                       | Top 50 Streaming             | 13                | [ 243 ] |
| Korea Południowa               | Digital Chart                | 122               | [ 244 ] |
| Paragwaj                       | TOP #100 de Canciones de SGP | 3                 | [ 245 ] |
| Rosja                          | Top Radio Hits Russia        | 1                 | [ 246 ] |
| Ukraina                        | Top Radio Hits Ukraine       | 1                 | [ 247 ] |
| Wspólnota Niepodległych Państw | Top Radio Hits Global        | 1                 | [ 248 ] |

| Terytorium                     | Notowanie                        | Najwyższa pozycja | Źr.     |
| ------------------------------ | -------------------------------- | ----------------- | ------- |
| Świat                          | Top 20 IFPI Global Singles Chart | 1                 | [ 49 ]  |
| Świat                          | Billboard Global 200             | 1                 | [ 249 ] |
| Świat bez Stanów Zjednoczonych | Billboard Global Excl. US        | 1                 | [ 250 ] |
| Wspólnota Niepodległych Państw | Top Radio Hits Global            | 1                 | [ 251 ] |

| Terytorium        | Notowanie                             | Najwyższa pozycja | Źr.     |
| ----------------- | ------------------------------------- | ----------------- | ------- |
| Argentyna         | Top 100 Monitor Latino                | 1                 | [ 252 ] |
| Australia         | Top 50 Singles                        | 1                 | [ 253 ] |
| Austria           | Ö3 Austria Top 40                     | 1                 | [ 254 ] |
| Belgia (Flandria) | Ultratop Singles Top 50               | 1                 | [ 255 ] |
| Belgia (Walonia)  | Ultratop Singles Top 50               | 1                 | [ 256 ] |
| Brazylia          | Top 50 Streaming                      | 43                | [ 257 ] |
| Brazylia          | Top Airplay                           | 50                | [ 258 ] |
| Dania             | Hitlisten                             | 1                 | [ 259 ] |
| Francja           | Top Singles                           | 1                 | [ 119 ] |
| Holandia          | Nederlandse Top 40                    | 1                 | [ 260 ] |
| Holandia          | Single Top 100                        | 4                 | [ 261 ] |
| Islandia          | Plötutíðindi Streymi                  | 13                | [ 262 ] |
| Kolumbia          | Top 100 Monitor Latino                | 52                | [ 263 ] |
| Meksyk            | Top 100 Monitor Latino                | 1                 | [ 264 ] |
| Niemcy            | Singlecharts                          | 2                 | [ 116 ] |
| Nowa Zelandia     | Top 40 Singles                        | 1                 | [ 265 ] |
| Kanada            | Billboard Canadian Hot 100            | 1                 | [ 146 ] |
| Kanada            | Billboard Canadian Digital Song Sales | 1                 | [ 266 ] |
| Paragwaj          | Top 100 Monitor Latino                | 1                 | [ 267 ] |
| Polska            | OLiS – single w streamie              | 2                 | [ 268 ] |
| Polska            | OLiA – oficjalna lista airplay        | 1                 | [ 269 ] |
| Rosja             | Top Radio Hits Russia                 | 1                 | [ 270 ] |
| Salwador          | Top 20 Monitor Latino                 | 9                 | [ 271 ] |
| Stany Zjednoczone | Billboard Hot 100                     | 2                 | [ 272 ] |
| Stany Zjednoczone | Billboard Streaming Songs             | 4                 | [ 273 ] |
| Stany Zjednoczone | Billboard Digital Songs Sales         | 3                 | [ 274 ] |
| Stany Zjednoczone | Billboard Radio Songs                 | 1                 | [ 275 ] |
| Stany Zjednoczone | Billboard Pop Airplay                 | 2                 | [ 276 ] |
| Stany Zjednoczone | Billboard Adult Contemporary          | 4                 | [ 277 ] |
| Stany Zjednoczone | Billboard Adult Pop Airplay           | 1                 | [ 278 ] |
| Stany Zjednoczone | Billboard Dance/Mix Show Airplay      | 4                 | [ 279 ] |
| Szwajcaria        | Singles Top 100                       | 1                 | [ 280 ] |
| Szwecja           | Veckolista Singlar                    | 4                 | [ 281 ] |
| Ukraina           | Top Radio Hits Ukraine                | 2                 | [ 282 ] |
| Węgry             | Single Top 40 slágerlista             | 36                | [ 283 ] |
| Węgry             | Rádiós Top 40 slágerlista             | 2                 | [ 284 ] |
| Wielka Brytania   | UK Singles Chart                      | 1                 | [ 112 ] |
| Włochy            | Top Singoli                           | 17                | [ 285 ] |

| Terytorium                     | Notowanie                 | Najwyższa pozycja | Źr.     |
| ------------------------------ | ------------------------- | ----------------- | ------- |
| Świat                          | Billboard Global 200      | 16                | [ 50 ]  |
| Świat bez Stanów Zjednoczonych | Billboard Global Excl. US | 10                | [ 51 ]  |
| Wspólnota Niepodległych Państw | Top Radio Hits Global     | 1                 | [ 286 ] |

| Terytorium        | Notowanie                             | Najwyższa pozycja | Źr.     |
| ----------------- | ------------------------------------- | ----------------- | ------- |
| Austria           | Ö3 Austria Top 40                     | 36                | [ 287 ] |
| Australia         | Top 50 Singles                        | 39                | [ 288 ] |
| Belgia (Flandria) | Ultratop Singles Top 50               | 47                | [ 289 ] |
| Belgia (Walonia)  | Ultratop Singles Top 50               | 65                | [ 290 ] |
| Dania             | Hitlisten                             | 66                | [ 291 ] |
| Francja           | Top Singles                           | 57                | [ 292 ] |
| Islandia          | Plötutíðindi Streymi                  | 22                | [ 293 ] |
| Kanada            | Billboard Canadian Hot 100            | 44                | [ 294 ] |
| Kanada            | Billboard Canadian Digital Song Sales | 11                | [ 295 ] |
| Niemcy            | Singlecharts                          | 33                | [ 296 ] |
| Nowa Zelandia     | Top 40 Singles                        | 35                | [ 297 ] |
| Polska            | OLiS – single w streamie              | 90                | [ 298 ] |
| Polska            | OLiA – oficjalna lista airplay        | 58                | [ 299 ] |
| Rosja             | Top Radio Hits Russia                 | 78                | [ 300 ] |
| Stany Zjednoczone | Billboard Hot 100                     | 69                | [ 301 ] |
| Stany Zjednoczone | Billboard Digital Songs Sales         | 26                | [ 302 ] |
| Stany Zjednoczone | Billboard Radio Songs                 | 32                | [ 303 ] |
| Stany Zjednoczone | Billboard Adult Contemporary          | 1                 | [ 76 ]  |
| Stany Zjednoczone | Billboard Adult Pop Airplay           | 24                | [ 304 ] |
| Szwajcaria        | Singles Top 100                       | 21                | [ 305 ] |
| Węgry             | Rádiós Top 40 slágerlista             | 18                | [ 306 ] |
| Wielka Brytania   | UK Singles Chart                      | 54                | [ 307 ] |

## Certyfikaty sprzedaży
| Państwo           | Stowarzyszenie                                                    | Certyfikat  | Egzemplarze | Źr.     |
| ----------------- | ----------------------------------------------------------------- | ----------- | ----------- | ------- |
| Australia         | Australian Recording Industry Association                         | 10× Platyna | 700 000     | [ 143 ] |
| Austria           | International Federation of the Phonographic Industry Austria     | 4× Platyna  | 120 000     | [ 308 ] |
| Belgia            | Belgian Entertainment Association                                 | 3× Platyna  | 120 000     | [ 309 ] |
| Brazylia          | Pro-Música Brasil                                                 | 5× Diament  | 800 000     | [ 310 ] |
| Dania             | International Federation of the Phonographic Industry Denmark     | 3× Platyna  | 270 000     | [ 311 ] |
| Francja           | Syndicat national de l’édition phonographique                     | Diament     | 333 333     | [ 312 ] |
| Grecja            | International Federation of the Phonographic Industry Greece      | 4× Platyna  | 8 000 000   | [ 313 ] |
| Hiszpania         | Productores de Música de España                                   | 7× Platyna  | 420 000     | [ 197 ] |
| Kanada            | Music Canada                                                      | Diament     | 800 000     | [ 147 ] |
| Meksyk            | Asociación Mexicana de Productores de Fonogramas y Videogramas    | 4× Platyna  | 560 000     | [ 314 ] |
| Niemcy            | Bundesverband Musikindustrie                                      | 3× Złoto    | 600 000     | [ 315 ] |
| Nowa Zelandia     | Recorded Music NZ                                                 | 5× Platyna  | 150 000     | [ 316 ] |
| Polska            | Związek Producentów Audio-Video                                   | Diament     | 250 000     | [ 123 ] |
| Portugalia        | Associação Fonográfica Portuguesa                                 | 6× Platyna  | 60 000      | [ 317 ] |
| Stany Zjednoczone | Recording Industry Association of America                         | 7× Platyna  | 7 000 000   | [ 77 ]  |
| Szwajcaria        | International Federation of the Phonographic Industry Switzerland | 5× Platyna  | 100 000     | [ 318 ] |
| Szwecja           | Grammofonleverantörernas förening                                 | 3× Platyna  | 24 000 000  | [ 319 ] |
| Węgry             | Magyar Hangfelvétel-kiadók Szövetsége                             | 11× Platyna | 44 000      | [ 320 ] |
| Wielka Brytania   | British Phonographic Industry                                     | 3× Platyna  | 1 800 000   | [ 113 ] |
| Włochy            | Federazione Industria Musicale Italiana                           | 4× Platyna  | 400 000     | [ 321 ] |

## Historia wydania
| Terytorium        | Data             | Formaty                     | Wersja         | Wydawca                       | Źr.     |
| ----------------- | ---------------- | --------------------------- | -------------- | ----------------------------- | ------- |
| Świat             | 12 stycznia 2023 | digital download, streaming | oryginalna     | Columbia Records / Sony Music | [ 8 ]   |
| Stany Zjednoczone | 16 stycznia 2023 | adult contemporary radio    | oryginalna     | Columbia Records              | [ 322 ] |
| Stany Zjednoczone | 17 stycznia 2023 | contemporary hit radio      | oryginalna     | Columbia Records              | [ 323 ] |
| Włochy            | 20 stycznia 2023 | airplay                     | oryginalna     | Sony Music                    | [ 324 ] |
| Świat             | 3 marca 2023     | digital download, streaming | demo           | Columbia Records / Sony Music | [ 9 ]   |
| Świat             | 3 marca 2023     | digital download            | instrumentalna | Columbia Records / Sony Music | [ 325 ] |